# Modisimus maculatipes
Modisimus maculatipes is een spinnensoort uit de familie trilspinnen (Pholcidae). De soort komt voor in Mexico.